# Stormfloden i 838
Stormfloden i 838 indtraf den 26. december og omfattede en stor del af det nordvestlige Holland, der da tilhørte det frankiske imperium. Mangel på gode diger var en væsentlig årsag til denne oversvømmelse.

## Samtidige kilder
Stormfloden er nævnt i to af hinanden uafhængige skrifter. Den ene kile skyldes den franske biskop Prudentius af Troyes. Det andet skrift, der nævner denne stormflod, er den såkaldte Annales Xantenses, en karolingisk historie. Begge kilder rapporterer om store oversvømmelser med det resultat, at et stort antal steder blev ødelagt.
I Østfriesland blev Leybocht, en havarm i nærheden af byen Norden, skabt ved denne lejlighed.